# Formicoxenus provancheri
Formicoxenus provancheri är en myrart som först beskrevs av Carlo Emery 1895.  Formicoxenus provancheri ingår i släktet Formicoxenus och familjen myror. IUCN kategoriserar arten globalt som sårbar. Inga underarter finns listade i Catalogue of Life.

## Bildgalleri

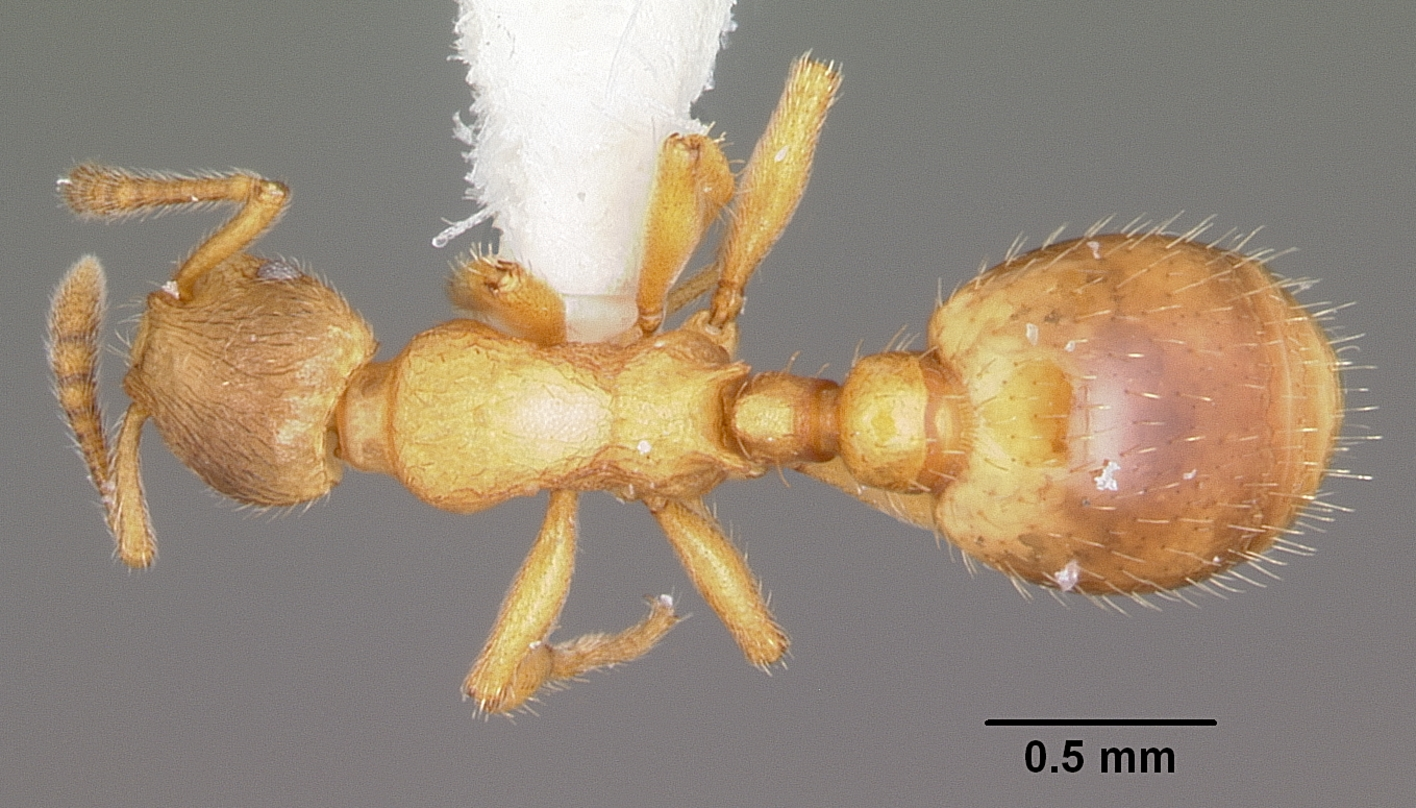
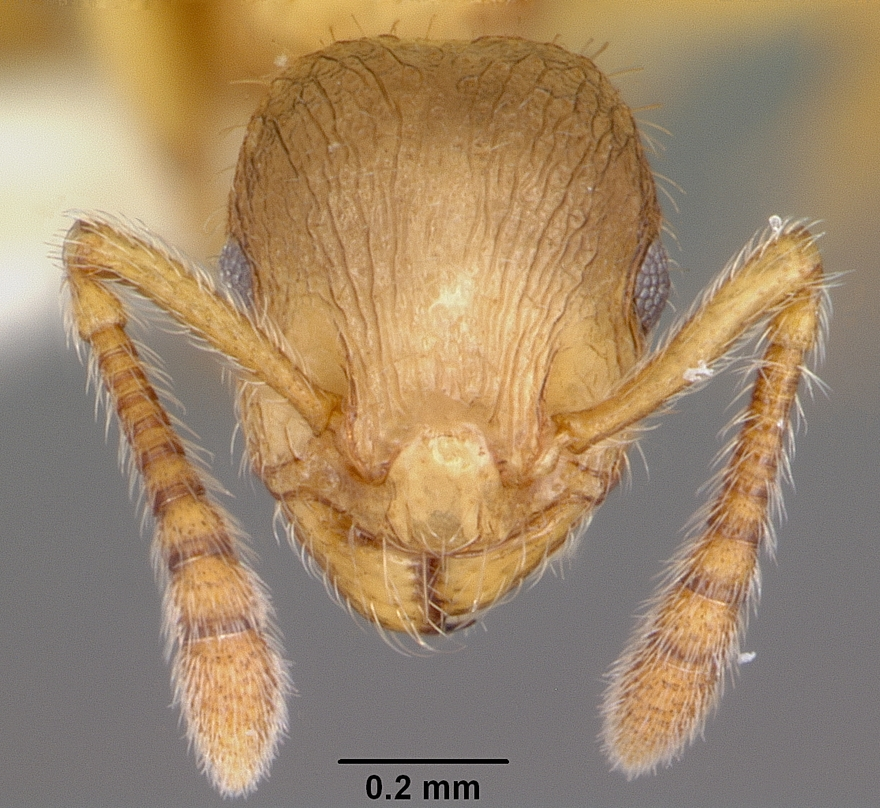
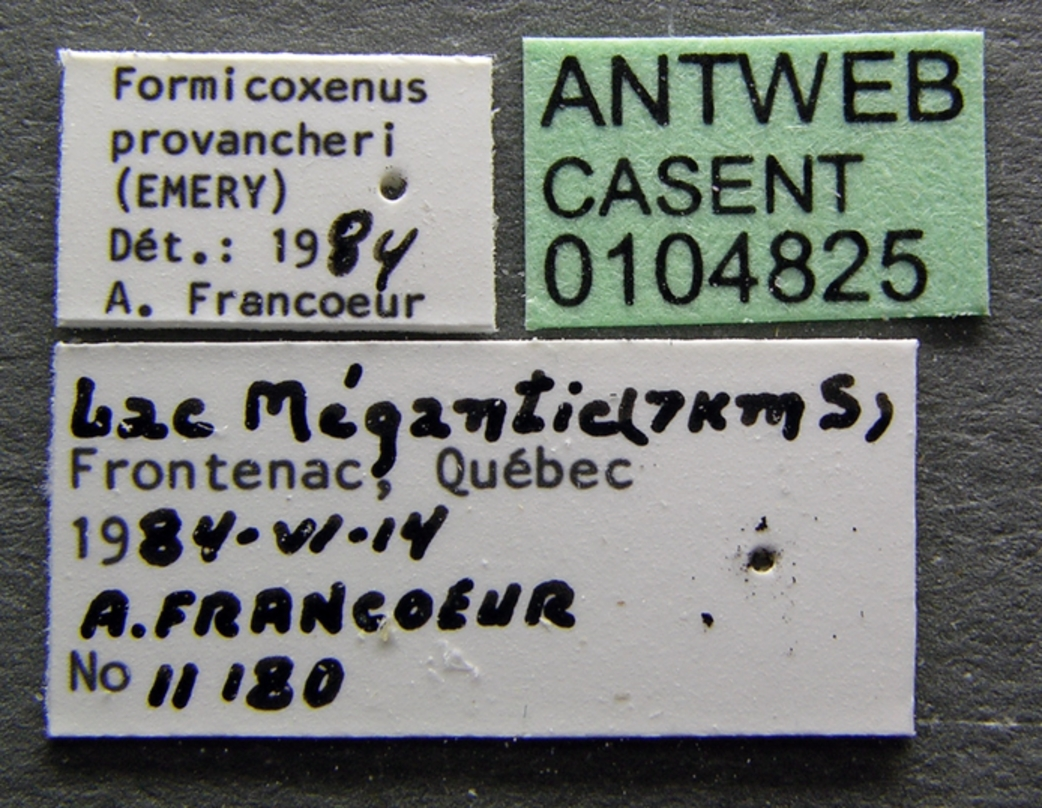
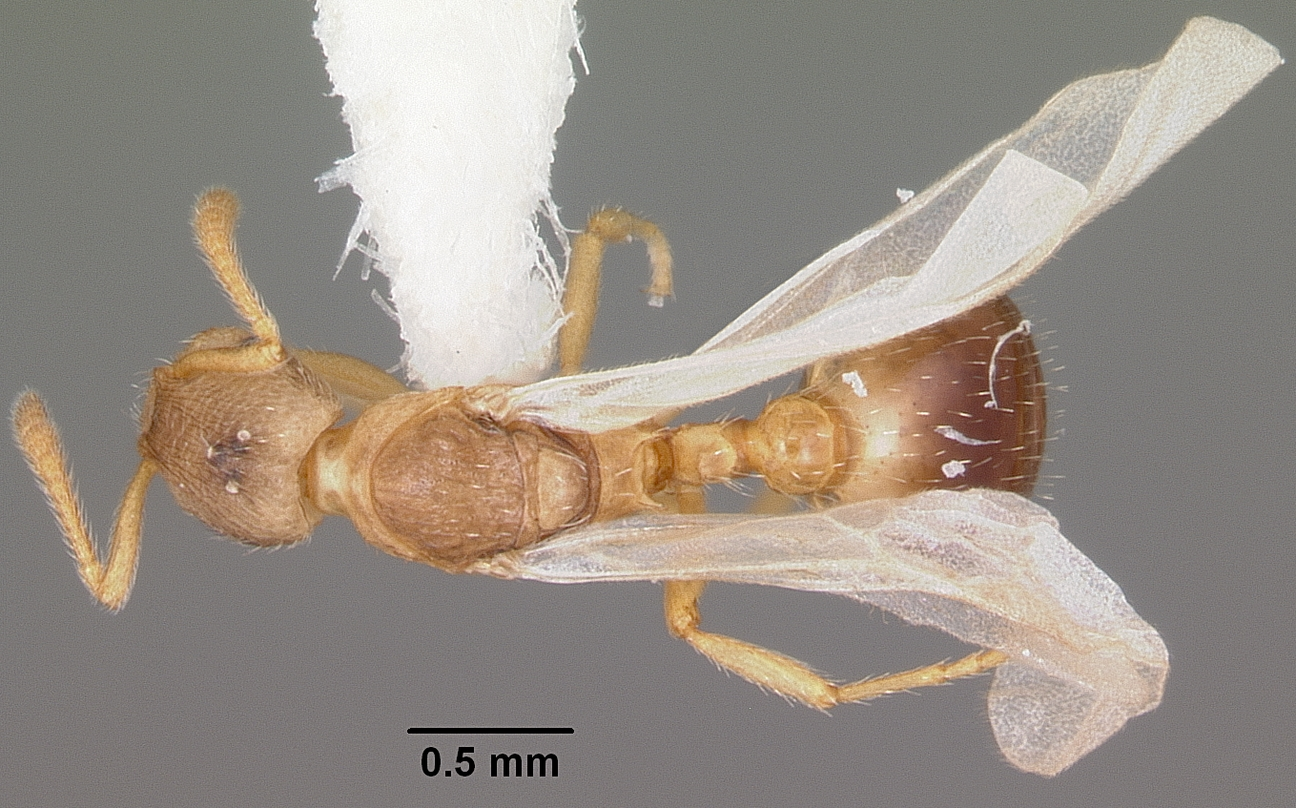
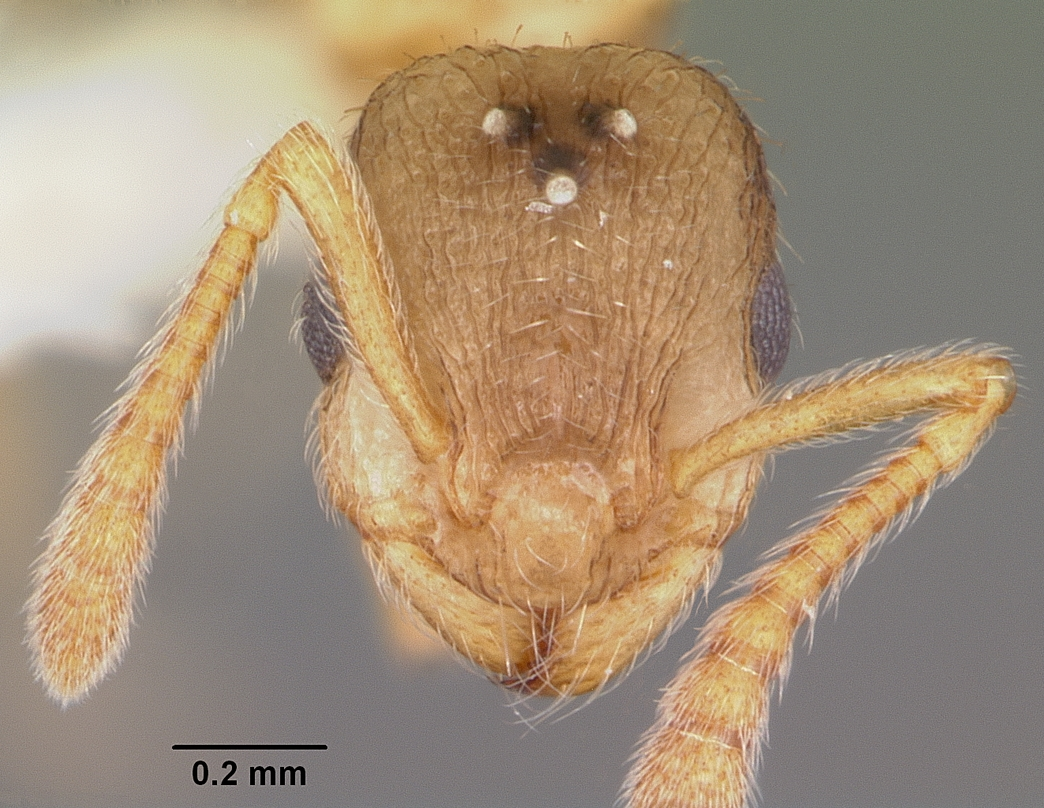
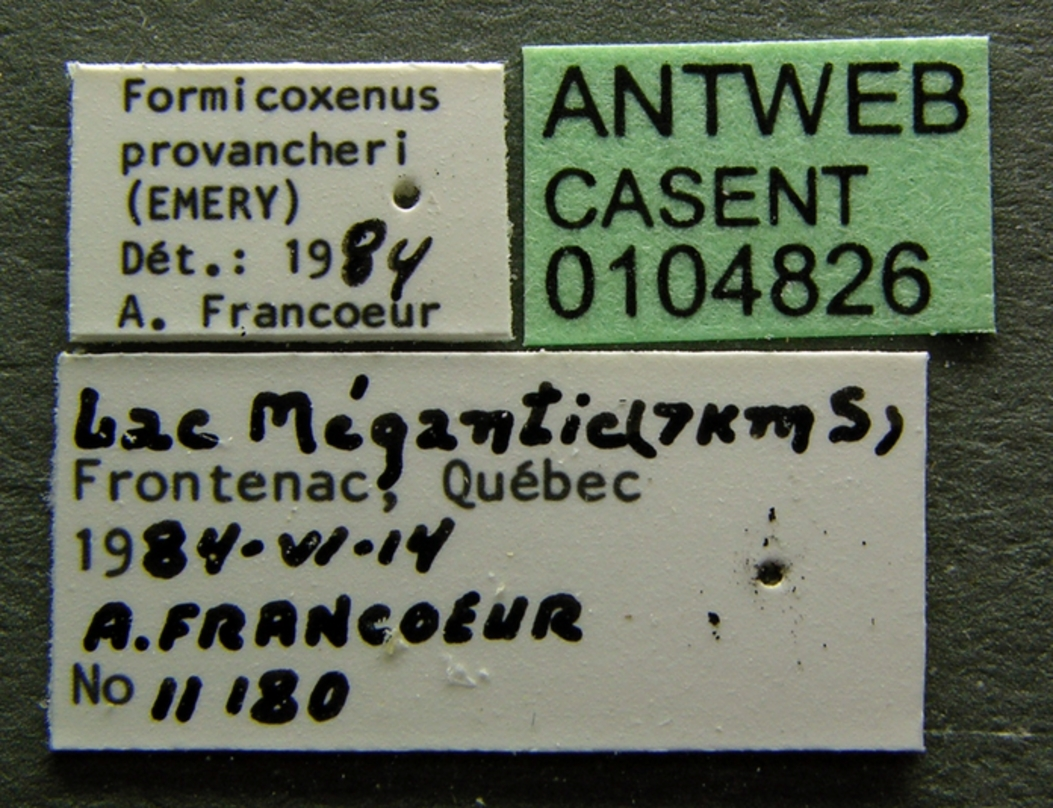